# Alopoglossus collii
Alopoglossus collii — вид ящірок родини Alopoglossidae. Ендемік Бразилії. Описаний у 2020 році. Раніше вважався конспецифічним з Alopoglossus angulatus, однак за результатами молекулярно-генетичного дослідження, яке показало, що цей вид є насправді видовим комплексом, був визнаний окремим видом.

## Поширення і екологія
Alopoglossus collii мешкають на півдні Бразильської Амазонії, в штатах Мату-Гросу і Рондонія, у перехідній зоні до регіону саван серрадо. Вони живуть в сухих рідколіссях, серед опалого листя.